# Mythic Entertainment
 (novembre 2019).
Si vous disposez d'ouvrages ou d'articles de référence ou si vous connaissez des sites web de qualité traitant du thème abordé ici, merci de compléter l'article en donnant les références utiles à sa vérifiabilité et en les liant à la section « Notes et références ».
Mythic Entertainment (anciennement Interworld Productions) était un studio américain de développement de jeux vidéo basé à Fairfax en Virginie. Il est principalement connu pour le développement du MMORPG Dark Age of Camelot.

## Histoire
- En 1984 est créé Adventures Unlimited Software Inc. (AUSI) dont Mark Jacobs fut le président.
- En 1995 à Washington D.C., Mark Jacobs et Rob Denton créent Interworld Productions.
- En novembre 1997, Interworld Productions devient Mythic Entertainment à la suite de la découverte d'un homonyme.
- En juin 2006, Mythic Entertainment devient EA Mythic à la suite du rachat par Electronic Arts.
- En juillet 2008, EA Mythic redevient Mythic Entertainment à la suite des réorganisations engagées par Electronic Arts.
- En 2014, Electronic Arts annonce la fermeture du studio.

## Réalisations
- Dragon's Gate (1985)
- Tempest (1991)
- Castles II Online (1996)
- Magestorm (1996)
- Splatterball (1996)
- Invasion Earth (1997, jamais sorti)
- Darkness Falls: The Crusade (1997)
- Rolemaster: Bladelands (1997)
- Aliens Online (1998)
- Starship Troopers: Battlespace (1998)
- Godzilla Online (1998)
- Splatterball Plus (1999)
- Silent Death: Online (1999)
- Darkness Falls: The Crusade (1999)
- Darkstorm: The Well of Souls (1999, jamais sorti)
- Spellbinder: The Nexus Conflict (1999)
- ID4 Online (2000)
- Dark Age of Camelot (2001)
- Imperator Online (2005, annulé)
- Warhammer Online: Age of Reckoning (2008)
- Warhammer Online: Wrath of Heroes (2012)
- Ultima Forever: Quest for the Avatar (2012)